# Valerio Grato
Valerio Grato (Valerius Gratus) fue prefecto de Judea desde el año 15 hasta el 26 d. C. Fue el predecesor de Poncio Pilato.
Su gobierno se destacó por los frecuentes cambios en el cargo de gran sacerdote de los judíos. Depuso a Anás, sustituyéndolo por Ismael ben Fabi (15-16), después nombró a Eleazar ben Ananus (16-17), posteriormente a Simón ben Camit (17-18) y finalmente José Caifás (yerno de Anás, 18-36)
Eliminó dos importantes bandas de ladrones que operaban en Judea, matando personalmente al capitán de una de ellas: Simón, un antiguo esclavo de Herodes el Grande.

## Grato en la cultura popular
En la novela  Ben-Hur, Grato resulta gravemente herido por una teja que  cae accidentalmente cuando Judá Ben-Hur hace un gesto para asomarse más al exterior, impulsando todos los acontecimientos posteriores de la historia. En la novela, Grato es retratado como un gobernador cruel que permitió a su tribuno, Messala actuar despiadadamente contra la familia de Ben-Hur.